# Brooklyn (film)
Brooklyn är en irländsk-kanadensisk-brittisk dramafilm från 2015 i regi av John Crowley. Manuset är skrivet av Nick Hornby, baserat på romanen med samma namn av Colm Tóibín. I huvudrollerna ses Saoirse Ronan, Emory Cohen, Domhnall Gleeson, Jim Broadbent och Julie Walters. 

## Handling
Filmen handlar om en ung irländsk kvinna som emigrerat till Brooklyn år 1952, där hon snabbt blir förälskad. Men hennes liv kompliceras av att hon slits mellan människorna i sin gamla hembygd och i sin nya. Var hör hon hemma och var finns hennes framtid?

## Om filmen
Brooklyn visades i SVT1 i september 2021.

## Rollista i urval
- Saoirse Ronan – Eilis Lacey
- Emory Cohen – Anthony "Tony" Fiorello
- Domhnall Gleeson – Jim Farrell
- Jim Broadbent – Father Flood
- Julie Walters – Madge Kehoe
- Bríd Brennan – Miss Kelly
- Jane Brennan – Mrs. Lacey
- Fiona Glascott – Rose Lacey
- Jessica Paré – Miss Fortini
- Eileen O'Higgins – Nancy
- Jenn Murray – Dolores Grace
- Emily Bett Rickards – Patty McGuire
- Eve Macklin – Diana Montini
- Mary O'Driscoll – Miss McAdam
- Nora-Jane Noone – Sheila
- Michael Zegen – Maurizio Fiorello
- Paulino Nunes – Mr. Fiorello
- Gerard Murphy – Daddy Lacey
- Iarla Ó Lionáird – Frankie Doran